# Sports Illustrated
Sports Illustrated es una revista semanal dedicada al deporte, propiedad  de Authentic Brands Group, y anteriormente propiedad del gigante de los medios de comunicación WarnerMedia. Tiene aproximadamente 3 millones de suscriptores y es leída por unos 23 millones de personas cada semana, siendo el 80 % hombres, lo que representa el 20 % de los hombres de Estados Unidos.

## Edición de trajes de baño
Swimsuit Edition es su edición de trajes de baño, y ha sido publicada anualmente desde 1964. Hoy en día es un evento esperado por los hombres estadounidenses, que genera su propio programa de televisión, videos y calendario. Aparecer en la edición de trajes de baños ha significado el salto a la fama de muchas modelos, como Christie Brinkley, Elle Macpherson, Valeria Mazza, Lujan Fernandez, Yésica Toscanini, Manuela Álvarez, Tyra Banks (la primera mujer no blanca en aparecer en la revista, en 1997), Candela Moya o Kelly Rohrbach.

## Portadas
Mayor cantidad de portadas por atleta, 1954-2012
| Atleta              | Portadas |
| ------------------- | -------- |
| Michael Jordan      | 50       |
| Muhammad Ali        | 40       |
| LeBron James        | 25       |
| Tiger Woods         | 24       |
| Magic Johnson       | 23       |
| Kareem Abdul-Jabbar | 22       |
| Tom Brady           | 19       |
| Kobe Bryant         | 17       |

Mayor cantidad de portadas por franquicia, 1954-Mayo 2008
| Franquicia          | Portadas |
| ------------------- | -------- |
| New York Yankees    | 71       |
| Los Angeles Lakers  | 67       |
| Dallas Cowboys      | 48       |
| Boston Red Sox      | 46       |
| Chicago Bulls       | 45       |
| Boston Celtics      | 44       |
| Los Angeles Dodgers | 40       |
| Cincinnati Reds     | 37       |
| San Francisco 49ers | 33       |

Mayor cantidad de portadas por deporte, 1954-2009
| Deporte                        | Portadas |
| ------------------------------ | -------- |
| Béisbol                        | 628      |
| Fútbol americano (NFL)         | 550      |
| Básquet profesional            | 325      |
| Fútbol americano universitario | 202      |
| Básquet universitario          | 181      |
| Golf                           | 155      |
| Boxeo                          | 134      |
| Hockey sobre hielo             | 100      |
| Atletismo                      | 99       |
| Tenis                          | 78       |